# Yi Sun-sin
Yi Sun Sin (en hangul, 이순신; en hanja, 李舜臣; romanización revisada, I Sun-sin; McCune-Reischauer, Yi Sunshin) transliterado también como Ri Sun Shin (28 de abril de 1545-16 de diciembre de 1598) fue un almirante y general coreano que logró defender su patria de las incursiones niponas de 1592 durante la dinastía Joseon  de Corea. También se le atribuye la invención del barco tortuga (거북선), pero la verdad es que ese tipo de embarcación ya existía y él solo la reformó [cita requerida]. Murió en batalla en 1598, de un solo disparo.
La Corte real coreana finalmente le concedió honores, incluyendo el título póstumo de Chungmugong (Señor Marcial Leal), Seonmu Ildeung Gongsin (Sujeto de mérito de primera clase), Deokpung Buwongun (Príncipe de la Corte de Deokpung), y la oficina póstuma de Yeonguijeong (primer ministro). Otro título póstumo que recibió fue el de Yumyeong Sugun Dodok (Almirante de la Flota de la dinastía Joseon).
En la actualidad, es ampliamente reconocido como un héroe en Corea y muchos han estudiado tanto su figura como sus diarios.

## Biografía
Yi Sun Sin nació en Seúl el 28 de abril de 1545. Tuvo que abandonar pronto Seúl porque su padre fue acusado con lo que después se demostraron falsos cargos y fue expulsado de la corte. Su familia se tuvo que mudar  a Asan, en la provincia de Chungcheong del Sur. 
En 1572, a la edad de 28 años, se presentó para realizar el examen oficial que daba acceso al ejército, pero no lo aprobó al caerse de su caballo. 
Cuatro años después en 1576 se volvió a presentar al examen y esta vez aprobó. Con 32 años comenzó su carrera como soldado raso destinado a la frontera norte, cerca del río Yalu donde tuvo que hacer frente a los Yurchen. 
En febrero de 1591 fue ascendido a comandante del distrito naval de Jeolla-do. Este puesto lo ganó gracias a la recomendación de Yu Seong-ryong, un importante funcionario y erudito que servía a la dinastía Joseon.

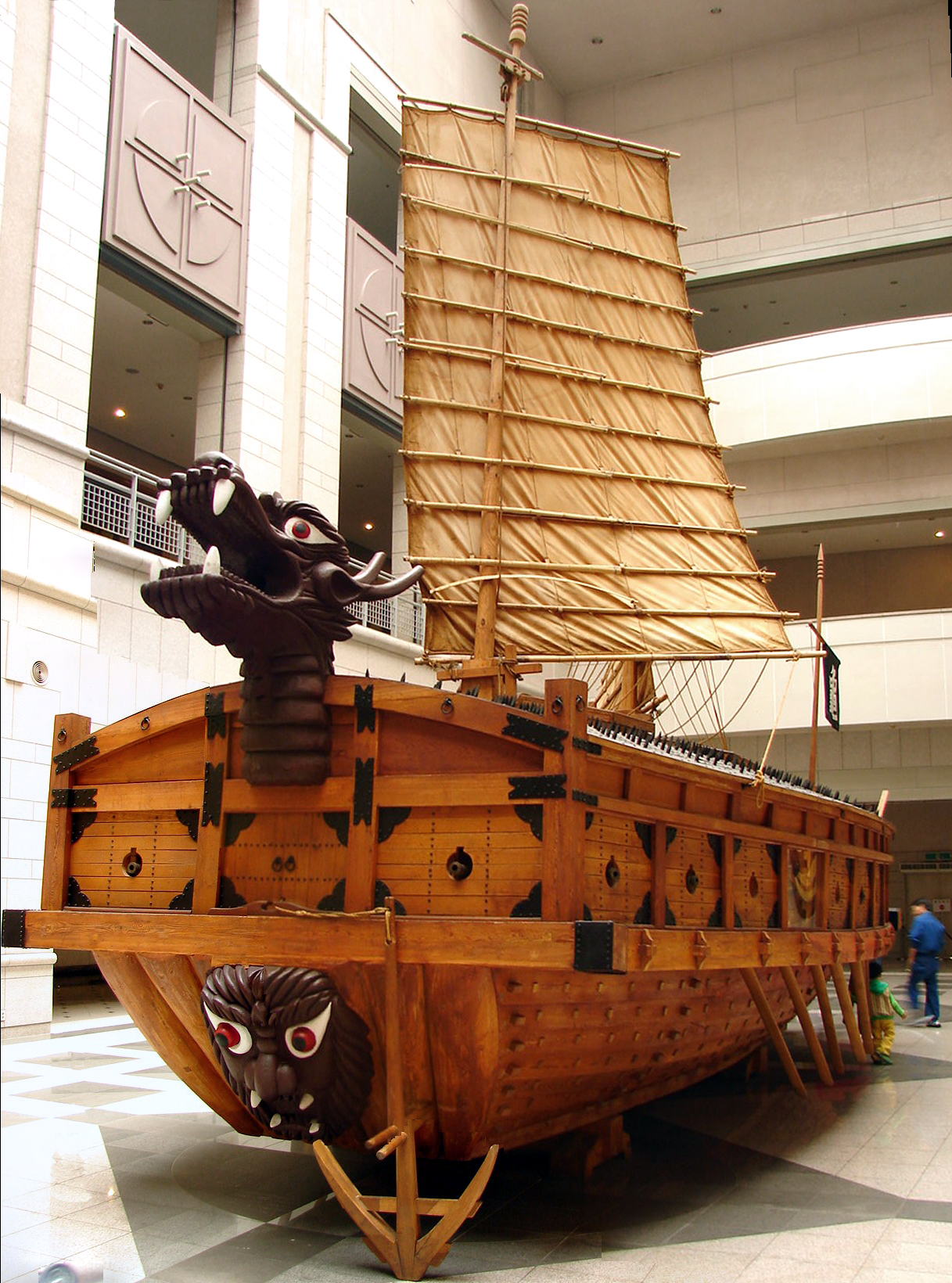
Geobukseon.

Al llegar a este nuevo destino, Yi Sun Sin se dedicó a preparar a la marina de guerra para un posible conflicto con Japón. Reformó la armada de Joseon introduciendo nuevas armas de fuego y desarrollando tipos de barcos como el Panokseon y el Geobukseon o barco tortuga, buque acorazado capaz de disparar cañones en cualquier dirección y con un techo redondeado y cubierto con púas para prevenir el abordaje. También se preocupó de que existiese una rígida disciplina entre sus tropas.

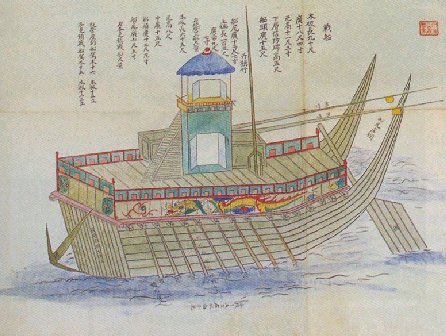
Panokseon.

Si bien Yi Sun Sin no fue el inventor del barco Geobukseon, ya que los primeros prototipos surgieron en el siglo XV, sí que añadió modificaciones que lo hicieron más efectivo. En primer lugar añadió un tejado arqueado que ofrecía una mejor protección contra los proyectiles y además lo dotó de numerosos cañones pequeños para que disparasen andanadas cuando el barco se encontraba cerca del enemigo. Estas modificaciones, unidas con el hecho de que las cubiertas y laterales estaban protegidos con placas de hierro y otros cañones de mayor calibre que ya tenían, lo hicieron muy efectivo y poco vulnerable ante los barcos japoneses.

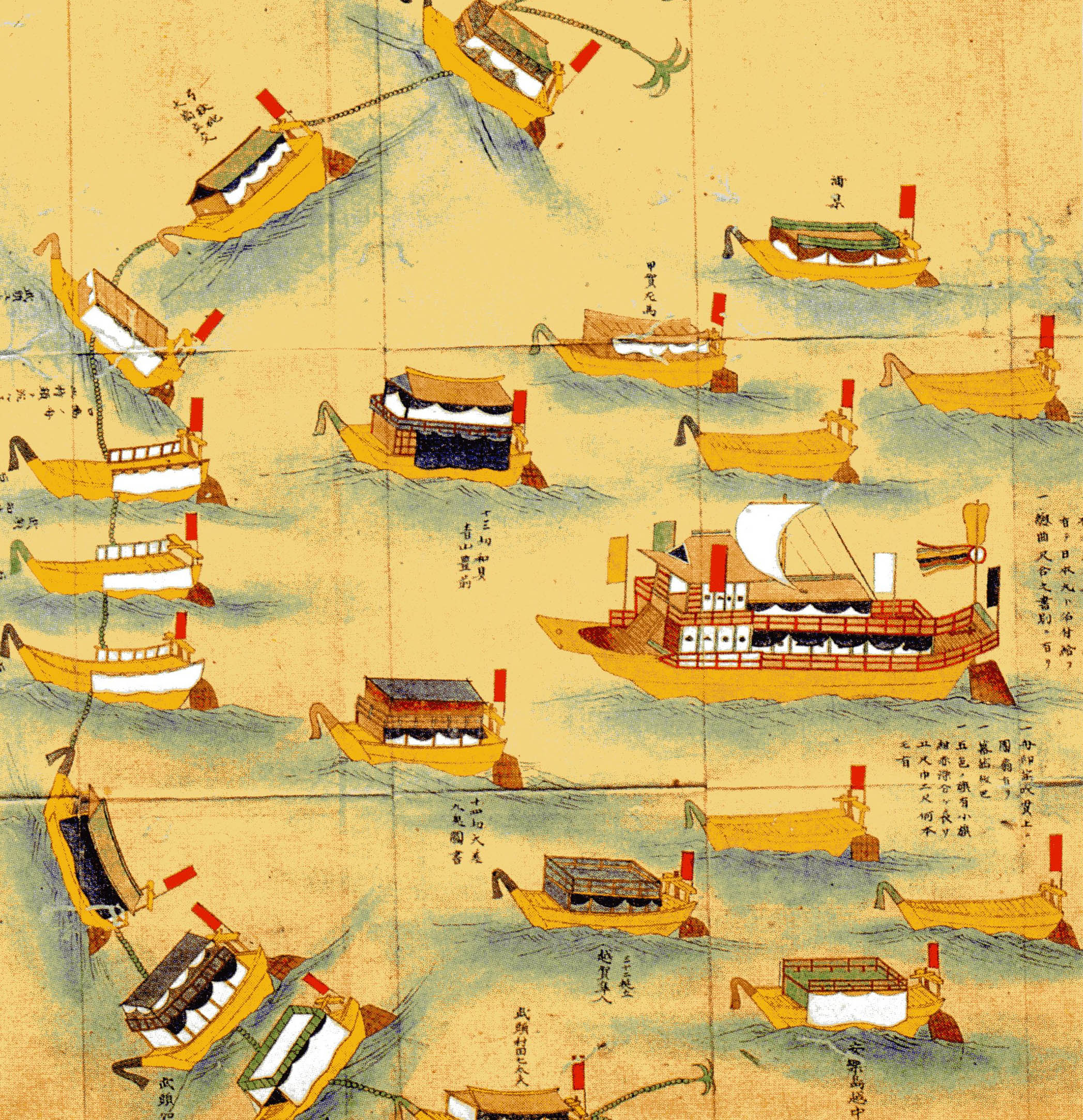
Flota de Atakebunes.

### La Guerra Imjin
El 23 de mayo de 1592 Japón, que se había reunificado en 1591 bajo el mando del daimyô  japonés  Toyotomi Hideyoshi,  inició la invasión de Corea.  Este país debía ser la base de suministros que posibilitaría la posterior conquista de la China Ming, el siguiente paso de la conquista de toda Asia que planeaba Hideyoshi. 
Para ello se envió un ejército de 160 000 samuráis en tres columnas que rápidamente tomaron Seúl. El barco japonés más típico era el Atakebune. Una de sus características era que carecía por completo de protección excepto la que daban los samuráis que navegaban en ellos.

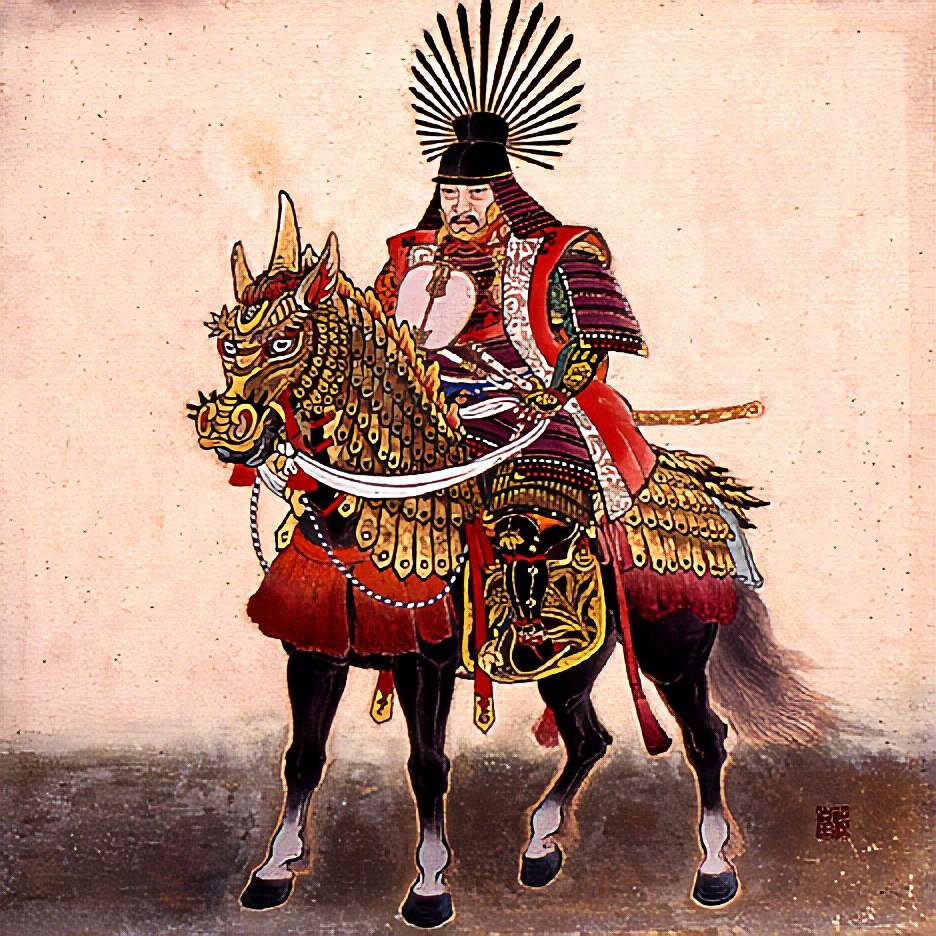
Toyotomi Hideyoshi

Al igual que en el Imperio ateniense, los coreanos no diferenciaban entre el ejército de tierra y la marina, lo que hizo que cuando se produjo la invasión cada almirante reaccionase de una manera distinta.
La flota de Gyeongsang Oriental  se perdió cuando su almirante Park Hongo  ordenó que sus 75 barcos fueran hundidos y la  base destruida. La flota Gyeongsang Occidental  mantuvo solo cuatro barcos, que su almirante Won Kyun, utilizó para huir de los japoneses.
Entre el 13 y 14 de junio de 1592, Yi Sun Sin se enfrentó a los japoneses en las batallas de Okpo, Happo  y Jeokjinpo destruyendo más de cuarenta barcos y conservando la flota coreana todas sus embarcaciones.
El 8 de julio consiguió de nuevo la victoria en la batalla de Sacheon destruyendo la flota japonesa que estaba compuesta por 13 barcos. En esta batalla Yi Sun Si fue herido en el hombro izquierdo.
El 10 de julio la flota de Yi Sun Sin estaba anclada en Saryangdo. Al día siguiente después de recibir un mensaje de que los buques de guerra japoneses están anclando en el puerto de Dangpo  marchó a su encuentro. Atacó a los japoneses, quienes respondieron tanto desde los barcos como desde tierra, pero tras la destrucción de la nave capitana japonesa y la muerte de Gamei Korenori, comandante japonés, los soldados japoneses fueron derrotados. En la batalla de Dangpo la totalidad de los 25 barcos que componían la flota japonesa fueron destruidos.
El 14 de julio, se unieron a la flota del almirante Yi nuevos barcos que llegaban de Jeolla, por lo que se duplicó la fuerza de su flota. Yi Sun Sin, informado de que los buques japoneses estaban anclados en Danghangpo, decidió tentar a los barcos japoneses, el día 5 de junio, para que abandonaran el puerto.  Dividió la flota en dos columnas, la primera columna navegó hacia el puerto mientras la segunda columna la seguía a una cierta distancia. La flota japonesa, tentada por lo que creía una presa fácil, abandonó la seguridad del puerto para ser envuelta por la segunda columna. La batalla de Danghangpo  terminó con la destrucción de 25 barcos, sólo un barco japonés sobrevivió a la matanza pero fue alcanzado y hundido al día siguiente.

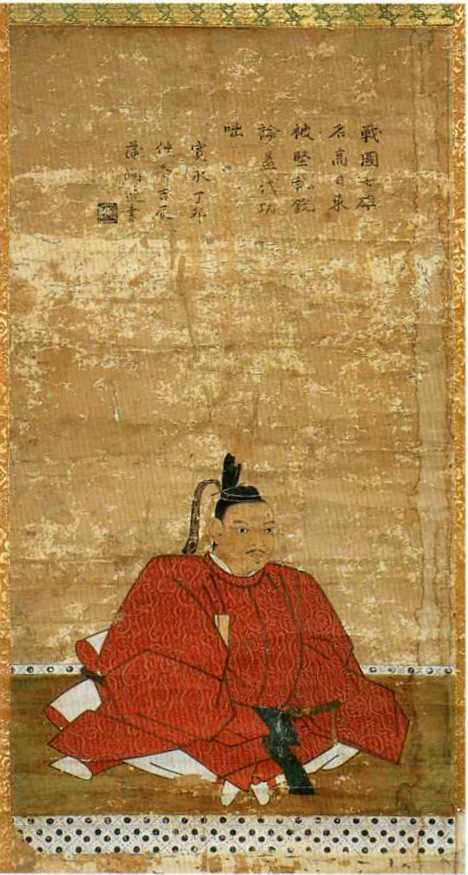
Wakisaka Yasuharu

El 16 de julio, la flota de Yi Sun Sin partió al amanecer y llegó a la isla Jeungdo  buscando rastros de la flota japonesa llegando a Youngdeungpo  alrededor del mediodía. Allí encontraron una pequeña flota japonesa y la persiguieron. Los japoneses en inferioridad numérica abandonaron sus naves y se escaparon por tierra. Gurushima Michiyuki, comandante de la flota, se suicidó después de esta batalla. En esta batalla, conocida como la batalla de Yulpo,  Yi Sun Sin destruyó siete barcos.
Tras estas victorias, Yi Sun Sin había destruido más de cien barcos enemigos y los japoneses habían sufrido miles de víctimas mientras que las pérdidas coreanas se estiman en solo once muertos y 26 heridos y ningún barco coreano había sido dañado o hundido.
El mayor problema al que se enfrentaban los japoneses era de logística, necesitaban constantemente desplazar suministros y refuerzos por mar pero la estrategia de Yi Sun Sin estaba complicando la invasión.
Tras estas derrotas Toyotomi Hideyoshi ordenó a su marina unirse y atacar a la armada de Yi Sun Sin. Sin embargo Wakisaka Yasuharu  decidió derrotar a Yi Sun Sin él solo. El 13 de agosto su flota se encontraba en  Gyeonnaeryang  cerca de la isla Geojedo. Yi Sun Sin fue informado por un pastor de la posición de la flota y decidió atraerla a alta mar para que los japoneses no pudieran retirarse a tierra.
El 14 de agosto Yi Sun Sin envió seis barcos hacía un cabo situado frente a los japoneses con la intención de tentar a los japoneses con una victoria rápida mientras preparó al resto de la flota cerca de la isla de Hansado. El comandante japonés seducido por una victoria fácil salió en persecución de los coreanos pero cuando llegaron a alta mar la flota coreana viró para atacar a los japoneses mientras el resto de la flota se ocupaba de envolver la formación japonesa. En la Isla Hansan  la flota japonesa perdió 59 barcos y más de 9000 soldados aunque las fuentes japonesas y coreanas no están de acuerdo sobre la envergadura de la victoria.
Las fuentes coreanas hablan de «la aniquilación total del enemigo en cuestión de horas» mientras que las japonesas dicen que un puñado de barcos huyó, incluidos el de Wakisaka Yasuharu, quien sobrevivió a la batalla.

Operaciones de Yi Sun Sin durante la campaña de 1592

El 15 de agosto un barco espía envió el mensaje de que 40 buques de guerra japoneses se encontraban en el puerto de Angolpo. La flota japonesa en Angolpo estaba dirigida por Guki Yoshitaka y Kato Yoshiaki. El 10 de julio Yi Sun Sin navegó hacía Angolpo y se enfrentó a la flota japonesa. Yi Sun Sin intentó atraer a la flota japonesa a mar abierto, sin embargo, la flota japonesa no salió fuera del puerto porque tenían órdenes de Toyotomi Hideyoshi de no  enfrentarse en batalla naval con la flota de Yi Sun Sin tras la derrota en la batalla de Hansando. A pesar de todo el almirante Yi Sun Sin envió a parte de la flota a entrar al puerto y destruyó 20 barcos japoneses. Miles de japoneses murieron y los sobrevivientes huyeron por tierra. Después de una media de buques de guerra japoneses fueron destruidos. Tras la batalla de Angolpo la flota del almirante Yi Sun Sin regresó a su base el 19 de agosto.
Tras esta batalla la flota japonesa intentó por todos medios evitar la batalla contra Yi Sun Sin. El almirante coreano aprovechó para construir 22 naves de guerra durante un mes. En septiembre recibió un mensaje por el que supo que los japoneses estaban navegando desde Gimhae  hacía Busan  por lo que se dirigió contra ellos enfrentándose en la batalla de Janglimpo  y destruyendo la armada japonesa que estaba compuesta por seis barcos.

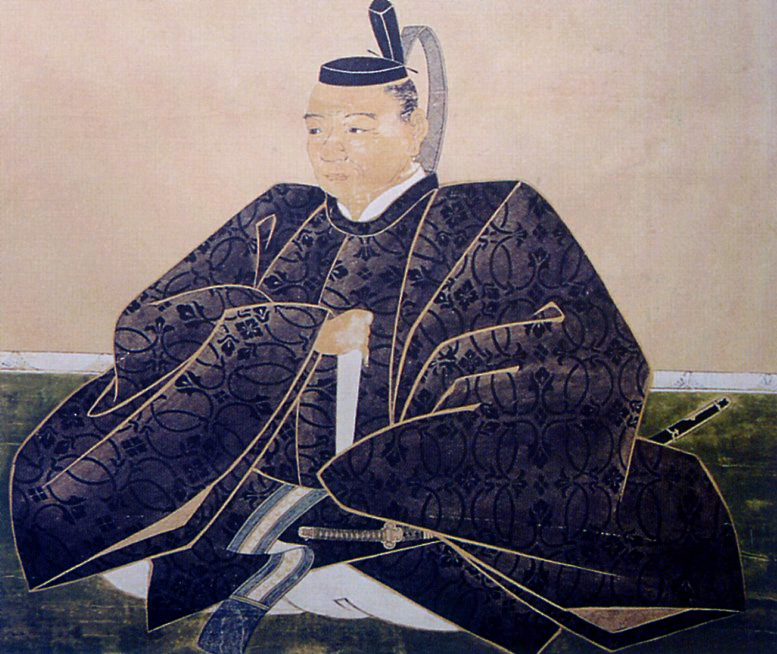
Katō Yoshiaki

Después de la batalla, Yi Sun Sin envió un barco espía al puerto de Busanpo y supo gracias a él que allí se encontraban 470 buques de guerra. Yi Sun Sin, con su flota de 74 panokseon y 99 pequeños barcos se dirigió contra ellos causando gracias a su superior artillería muchas bajas y destruyendo 130 barcos mientras que las bajas del bando coreano fueron de 6 muertes y 25 heridos. Tras la batalla de Busanpo, Yi Sun Sin, dirigió a su flota hacia su base naval para reparar varios buques de guerra.
Hideyoshi rápidamente hizo ajustes. En Busan, las naves japonesas fueron reforzadas y algunos cañones se añadieron a los navíos más grandes. La flota se enclaustró tras las defensas del puerto, basadas en cañones terrestres. Los japoneses sabían que, para una exitosa invasión a Corea debían eliminar a Yi Sun Sin, porque ni una sola nave japonesa estaría segura mientras Yi Sun Sin controlase los mares.
El 15 de agosto de 1593 Yi fue nombrado Comandante en Jefe de la Fuerza Naval del Sur. En este momento, la flota japonesa, se hallaba en una posición muy difícil para apoyar a su ejército, debido a las victorias de la armada coreana comandada por Yi Sun Sin, que unido a la guerra de guerrillas que empezaron a desarrollar las tropas coreanas y la intervención del ejército chino que había acudido en su apoyo, por lo que Japón no vio otra salida que iniciar negociaciones de paz.
A pesar de tales negociaciones, siguieron existiendo combates entre los coreanos y los japoneses. En abril de 1594 el almirante Yi Sun Sin se dirigió a Jeungdo donde le habían informado que existía una flota japonesa. Yi Sun Sin dividió su flota en dos columnas, la primera la colocó bajo el mando de Eo Young-dam  y se componía de 30 buques. La segunda columna se encontraba bajo su mando. En la segunda batalla de Danghangpo  la flota de Eo Young-dam destruyó 30 buques japoneses pero no pudo forzar a la flota japonesa a salir fuera del puerto.

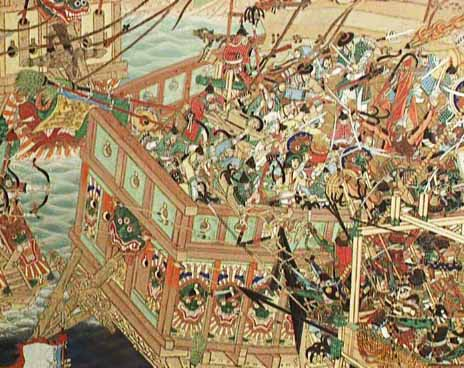
Batalla naval entre japoneses y coreanos

Durante las negociaciones Yi Sun Sin continuó mejorando la armada coreana mediante la contratación y entrenamiento de marineros, la construcción de nuevos barcos y la adquisición de grandes cantidades de pólvora y provisiones.

### Caída en desgracia
Las negociaciones de paz duraron más de tres años y los japoneses intentaron aprovechar las disensiones que existían en la corte Joseón. Un doble agente japonés, llamado Yoshira, fue enviado para convencer al general Kim Gyeong-seo de que espiaría a los japoneses. Yoshira, gracias a la información que le permitían difundir el mando nipón, se ganó la confianza de Kim Gyeong-seo, lo cual le hizo creer cualquier cosa que el espía le informase.

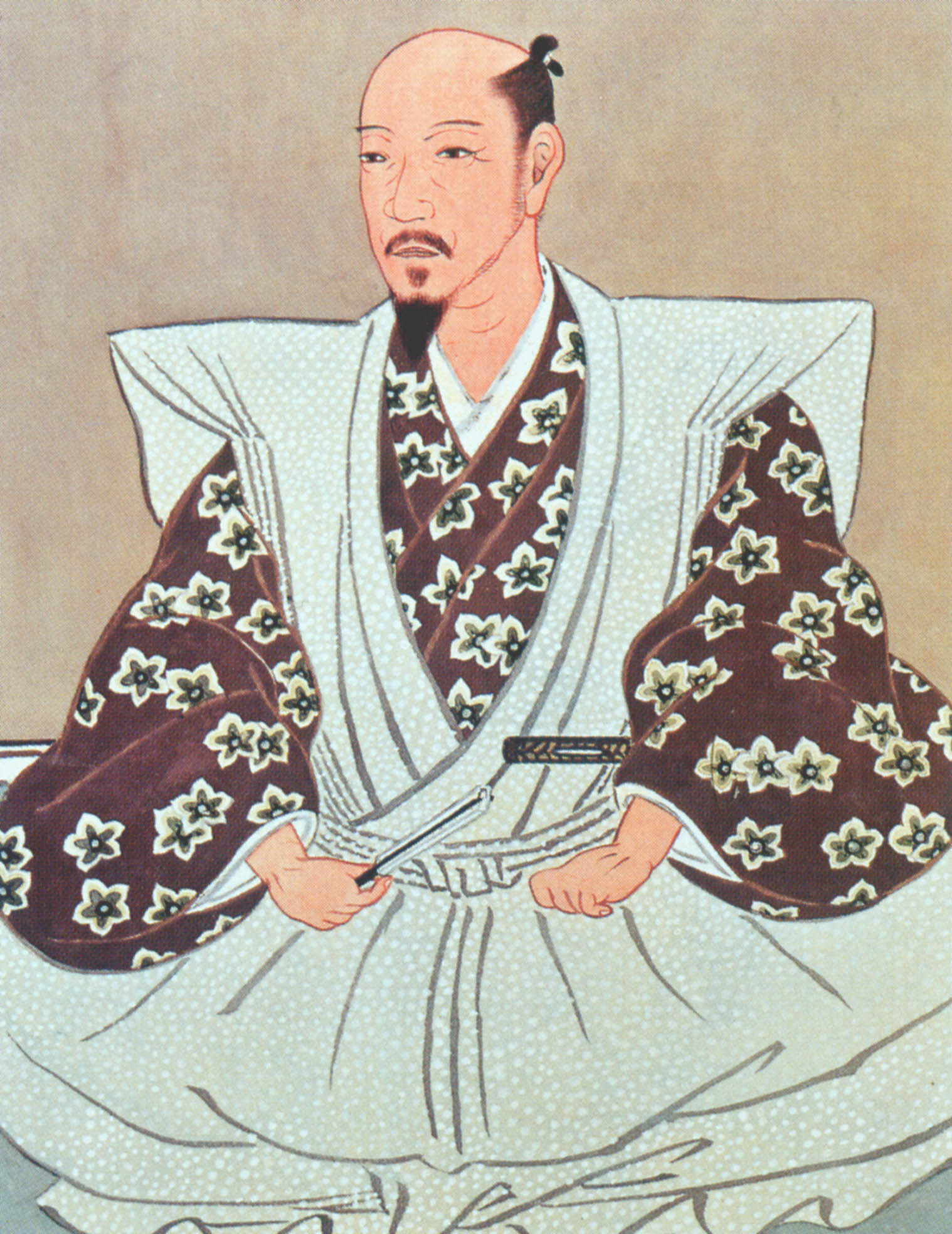
Katō Kiyomasa

Yoshira advirtió que el general japonés Katō Kiyomasa  atacaría la costa sur coreana e insistió en que el almirante Yi Sun Sin fuese enviado a enfrentarse a ellos. El general Kim, confiado en el espía, estuvo de acuerdo e informó al rey Seonjo de Joseon, quien estaba ansioso por victorias para debilitar el poder japonés, por lo que autorizó el ataque. Cuando el general Kim ordenó al almirante preparar el ataque, este se negó porque conocía que la localización dada por el espía era una zona peligrosa con rocas sumergidas y era extremadamente peligroso presentar batalla allí y además recelaba de Yoshira.
Cuando el rey fue informado de la desobediencia de Yi Sun Sin, los enemigos del almirante rápidamente insistieron en reemplazarlo por el general Won Gyun e intrigaron para que fuera arrestado. 

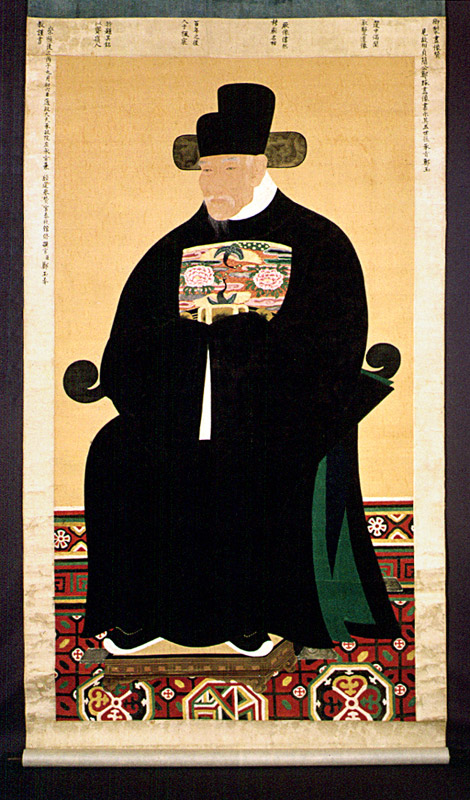
Jeong Tak

Yi Sun Sin fue privado de su rango de Comandante en jefe en marzo de 1597 y tuvo que enfrentarse a la amenaza de la pena de muerte después de sufrir la tortura. Pudo salvar la vida y ser liberado gracias a los esfuerzos de algunos de sus amigos como el ministro Jeong Tak. Sin embargo se vio obligado a servir en la guerra como un soldado raso.
Durante este tiempo sufrió otro golpe duro con la muerte de su madre.

### Regresó al mando
El comandante Won Gyun fue quien reemplazó a Yi Sun Sin pero el 28 de agosto de 1597 fue derrotado completamente, encontrando la muerte, en la batalla de Chilcheollyang. En esta batalla fueron destruidos 160 barcos coreanos.
Yi Sun Sin, aunque no tenía mando efectivo sobre la armada, reorganizó a los soldados dispersos y se hizo con armas y suministros.
En septiembre de 1597 fue nuevamente nombrado Comandante en Jefe de las fuerzas navales del Sur. En este momento solo podía contar con 13 buques de guerra y 200 marineros mientras que la flota japonesa contaba con 320 buques de guerra. Pero a pesar de la desventaja numérica Yi Sun Sin no estaba dispuesto a ceder la iniciativa a los japoneses y declaró:

Todavía tengo 13 barcos y mientras esté vivo, los enemigos nunca lograran el control del mar occidental.

La flota japonesa estaba aprovechando su superioridad para navegar a lo largo de la costa occidental de Corea en apoyo del ejército que marchaba hacia el norte.
En septiembre recibió informes sobre la actividad de cientos de buques japoneses. Al frente de su flota se dirigió a Haenamgun. La zona estaba caracterizada por el bajo nivel del mar por lo que los barcos de calado hondo no podían transitarla. Yi Sun Sin eligió el estrecho de Myeongnyang como emplazamiento de la batalla. Atacando a la flota japonesa de 320 barcos con su diminuta flota. Rápidamente se apoderó de la nave capitana enemiga y el capitán japonés Kurushima Michifusa  fue decapitado y su cabeza ensartada en un mástil.
La batalla de Myeongnyang, Yi Sun Sin, terminó con la destrucción de 250 barcos japoneses, terminó con las esperanzas japonesas de dominar el mar y detuvo el intento japonés de avanzar marítimamente por el oeste, opción  que fue impulsada por su victoria en la batalla de Chilcheollyang. 
Poco después de la batalla, Yi Sun Sin perdió su tercer hijo, porque los japoneses tomaron Asan y tras conocer su identidad le ejecutaron como represalia. Después de la batalla de Myeongnyang, Yi Sun Sin se instaló en Goguemdo, ya que en esta zona todavía había soldados japoneses.

### Última batalla y muerte
A principios de 1598 la flota Ming se unió a la flota del almirante Yi Sun Sin. La flota combinada tuvo encuentros pequeños en el mar. 

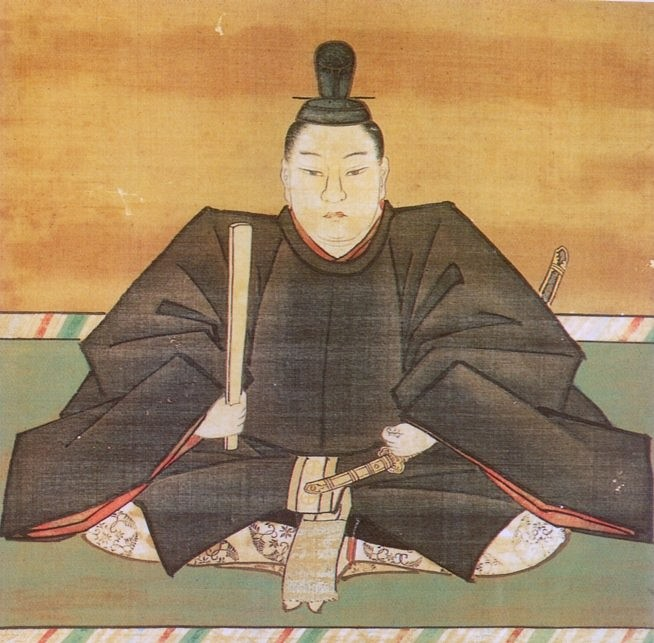
Shimazu Yoshihiro

Toyotomi Hideyoshi murió  el 18 de septiembre de 1598 y las fuerzas japonesas se apresuraron a retirarse de Corea. 
El 16 de diciembre de 1598, una enorme flota japonesa bajo el mando de Shimazu Yoshihiro, fue formada en la bahía de Sacheon, en el extremo este del estrecho de Noryang. La meta de Shimazu era romper el cerco sobre Konishi Yukinaga, unir ambas flotas, y partir de regreso a Japón.

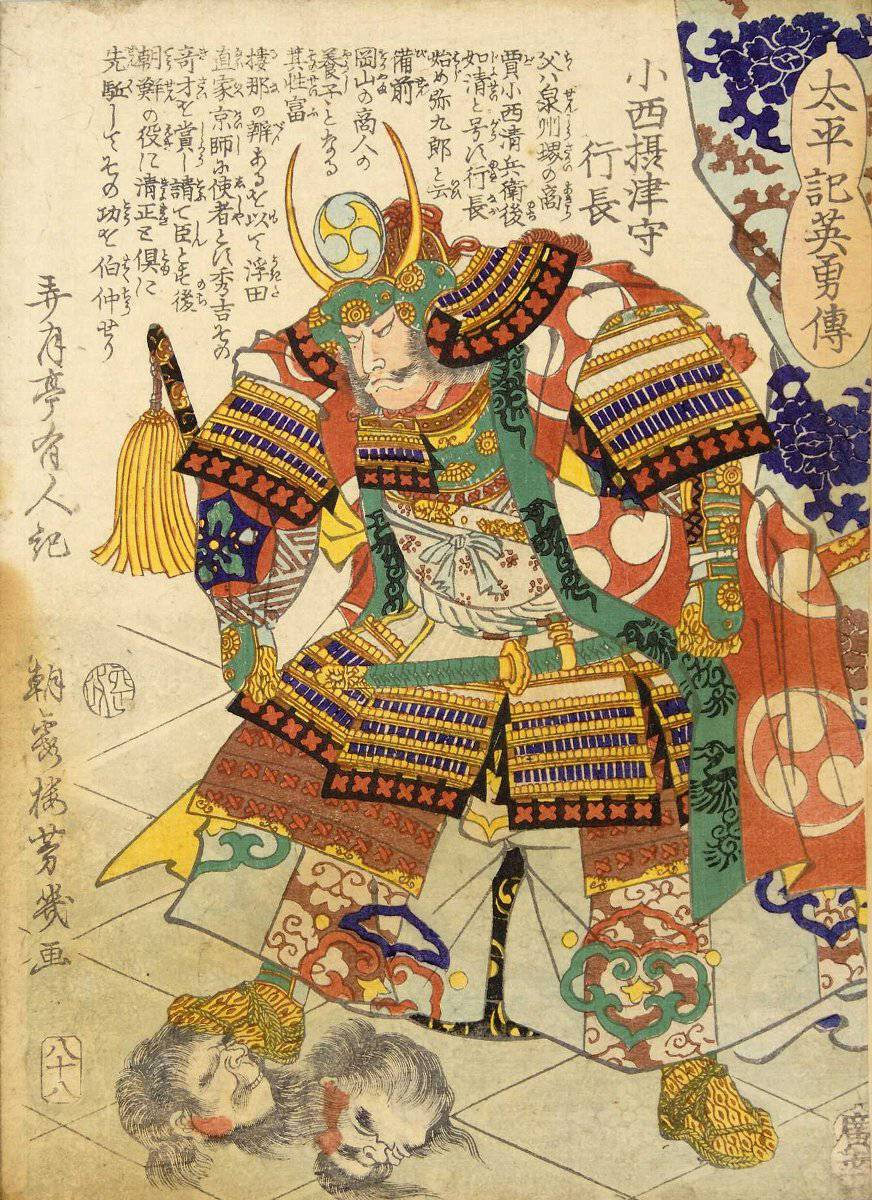
Konishi Yukinaga

En la batalla de Noryang  los japoneses fueron incapaces de responder efectivamente a la artillería coreana. El tamaño de la flota japonesa y el poco espacio disponible en el estrecho de Noryang también resultó clave al impedir la movilidad para la flota japonesa.
Al tiempo que los japoneses emprendían la retirada, el almirante Yi Sun Sin ordenó una persecución vigorosa.  Cuando se lanzó a la persecución una bala de arcabuz del enemigo hirió a Yi Sun Sin cerca de la axila izquierda. Sintiendo que la herida era mortal, el almirante dijo: 

La batalla está en su punto álgido; ¡no anuncien mi muerte!

Murió momentos después tras ordenar que se cubriera su cuerpo con un escudo a fin de que su muerte no desanimara en exceso a sus hombres.
Solamente dos personas fueron testigos de la muerte de Yi Sun Sin: su hijo mayor Yi Hoe, y su sobrino Yi Wan. Ambos se esforzaron por recuperar la compostura, y cargaron el cuerpo del almirante hacia su cabina antes de que cualquier otra persona lo notara. Por el resto de la batalla, Yi Wan vistió la armadura de su tío para que los soldados coreanos no se desmoralizasen.

## ElArte de la Guerrade Yi Sun Sin

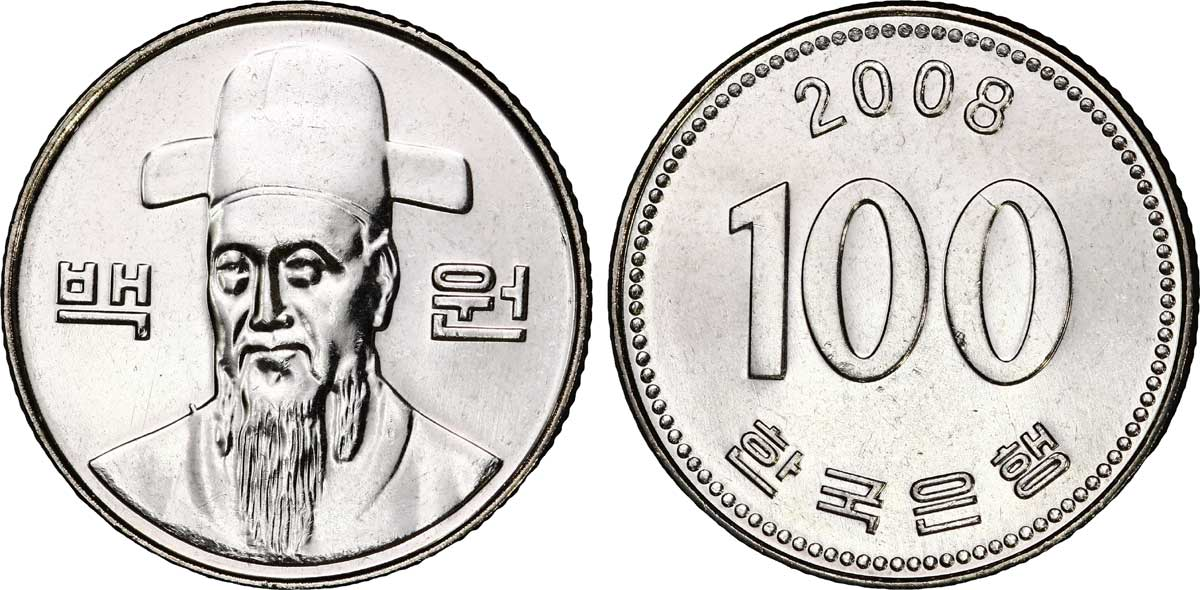
Yi Sun-Shin

Yi Sun Sin poseía muchas cualidades que le convirtieron en un gran jefe militar. 
En primer lugar fue un innovador tecnológico lo que llevó a que la flota coreana tuviese ventaja sobre la japonesa. A diferencia de estos, Yi Sun Sin, no buscaba el terminar la batalla con el abordaje de las naves enemigas sino que intentaba flanquearlas y destruirlas con su superior artillería. 
Uno de los secretos de su éxito fue el concienzudo conocimiento que poseía de la costa coreana, sabía donde el mar era poco profundo o donde existían bancos de arena o rocas que pudieran dañar los barcos. 
También poseyó una gran audacia y el hecho de contar con menos naves que su enemigo nunca fue un obstáculo para la realización de operaciones o para presentar batalla.
También poseía una amplia red de espionaje basado en pescadores y pastores que le indicaban la situación de la flota enemiga.
El vicealmirante de la Armada Real  Británica George Alexander Ballard en su libro The influence of the sea on the Political History of Japan expresó de esta forma su admiración por el almirante coreano y su genio estratégico:

En el corto periodo de seis semanas logró una serie de éxitos sin igual en la historia de la guerra marítima, destruyendo las flotas de guerra enemigas, cortando sus líneas de comunicación, barriendo sus convoyes y llevando sus ambiciosos esquemas a la ruina total. Ni siquiera Nelson, Blake o Jean Bart podían haber hecho más que este representante escasamente conocido de una pequeña nación oprimida: y es lamentable que su memoria no trascienda más allá de su tierra natal, puesto que ningún juez imparcial le puede negar el derecho de ser contado entre los nacidos como caudillos de hombres.

## Reconocimientos
Tras conocerse la noticia de su muerte, a pesar de la victoria coreana, la Corte Real Coreana finalmente le concedió honores, incluyendo el título póstumo de Chungmugong (Señor Marcial Leal), Seonmu Ildeung Gongsin (Sujeto de mérito de primera clase), Deokpung Buwongun (Príncipe de la Corte de Deokpung), y la oficina póstuma de Yeonguijeong (primer ministro). Otro título póstumo que recibió fue el de Yumyeong Sugun Dodok (Almirante de la Flota de la dinastía Joseon).
Asimismo, su figura estuvo entre las seleccionadas por el general coreano Choi Hong Hi, para rendirle homenaje a través de uno de los tules del taekwondo fundado por él en 1955. El tul elegido para homenajear a Yi Sun Sin, es el correspondiente al 1.er grado GUP o cinturón rojo punta negra, el cual fue bautizado como Choong-Moo, en alusión al título Chungmugong con el que Yi fue condecorado de manera póstuma.